# Hubert Reeves
Pour les articles homonymes, voir Reeves.
Hubert Reeves, né le 13 juillet 1932 à Montréal et mort le 13 octobre 2023 à Paris 13e, est un astrophysicien, vulgarisateur scientifique et écologiste franco-canadien d'origine québécoise.
Il commence sa carrière en tant que chercheur en astrophysique dans les années 1960, pratique la vulgarisation scientifique à partir des années 1970 et devient militant écologiste au début des années 2000.

## Biographie

### Jeunesse et formation
Joseph Jean Louis Hubert Reeves naît le 13 juillet 1932 à Montréal. Ses parents, Joseph-Aimée Reeves et Manon Beaupré, se sont mariés en 1927. Son grand-père, l'architecte Charles-Aimé Reeves, marié avec Alida Laporte en 1893, a dessiné entre autres les plans de plusieurs édifices montréalais, tels qu'écoles, collège, église ou bibliothèque. D'après les recherches généalogiques réalisées par son frère aîné André, hématologue (1930-2009), Joseph Rives, leur ancêtre à la septième génération en lignée masculine, et son épouse Jane Crine ont émigré des Lowlands, territoire écossais au nord de l'Angleterre, dans les années 1720.
Le jeune Hubert demeure à Léry, une petite ville au bord du lac Saint-Louis au Québec (Canada), quand son père, représentant de commerce, apporte à la maison l’Encyclopédie de la jeunesse. Cette lecture ouvre en lui le désir d'explorer le monde et le cosmos.
Inscrit à la faculté des sciences de l'université de Montréal, il obtient un baccalauréat en physique en 1953, diplôme canadien équivalent à une licence dans le système universitaire français. Il présente un mémoire de maîtrise intitulé Formation of Positronium in Hydrogen and Helium, à l'Université McGill en 1955.
Il poursuit ses études en astrophysique nucléaire à Cornell (Ithaca, NY), où il côtoie plusieurs physiciens contemporains, tels George Gamow, Richard Feynman, Fred Hoyle, Philip Morrison et Edwin Salpeter, son directeur de thèse. En 1960, il soutient sa thèse de doctorat, intitulée Thermonuclear Reaction Involving Medium Light Nuclei.

### Début de sa carrière de professeur universitaire
De 1960 à 1964, il enseigne la physique à l'Université de Montréal, tout en étant conseiller scientifique de la NASA, à New York.
Cette période coïncide avec la Révolution tranquille québécoise qui entraîne, entre autres, un certain mouvement francophile chez plusieurs professeurs de l'Université de Montréal. Reeves, qui refuse d’utiliser uniquement des manuels scolaires francophones, perçoit une dégradation du climat de travail lorsque certains de ses collègues professeurs lui font des remarques aigres, ce qui lui donne envie d'« aller voir ailleurs ». Le refus de collaboration entre des professeurs de l'Université de Montréal francophone et l'Université McGill anglophone sur un projet d'accélérateur de particules a été, selon Reeves, déterminant quant à son choix de quitter le Québec. Durant un stage d'été au Centre nucléaire de Chalk River, en Ontario, il lui est proposé de donner une série de cours à des chercheurs belges de physique nucléaire. Quelques mois plus tard, California Institute of Technology (Caltech) lui offre un poste au sein du laboratoire du physicien américain William Fowler.
Hubert Reeves, voulant réaliser un vieux rêve de s'établir en Europe et s'étant déjà engagé envers les Belges, demande à Caltech de reporter son offre d'un an, ce qui lui est refusé. Selon Reeves, cet événement a refroidi ses relations avec cette université jusqu'à la fin des années 1960.

### Départ de Montréal pour l'Europe
L'Université de Montréal accorde à Hubert Reeves une année sabbatique et ce dernier déménage, en 1964, à Bruxelles. Il commence à enseigner à l'Université libre où il constate, entre autres, une forte différence entre l'Amérique du Nord et l'Europe dans les relations professeur-étudiants. La même année, recevant une invitation de l'Académie des sciences soviétique, il fait un séjour en URSS où il rencontre, notamment, Iakov Zeldovitch. Reeves est profondément marqué par la culture communiste instaurée dans ce pays.
Un physicien travaillant au Centre de sciences nucléaires et de sciences de la matière (CSNSM) à Orsay participe à une séance d'enseignement de Reeves et lui offre de venir travailler avec lui. Reeves demande une seconde année sabbatique à l'Université de Montréal, qui la lui accorde. Le CNRS français lui offre un poste de directeur de recherche et la famille Reeves déménage en France en 1965. La même année, Reeves devient aussi consultant scientifique au Commissariat à l’énergie atomique à Saclay.
Durant cette période, les groupes de recherche en astrophysique nucléaire du CSNSM, à Orsay et du laboratoire de Fowler, à Caltech, s'ignorent mutuellement dans leurs publications respectives. D'après Reeves, les relations entre ces groupes de recherche se sont améliorées lors d'une intervention de Fowler à une conférence à Jérusalem en 1969. Le froid aurait pris définitivement fin lors d'une publication commune aux deux laboratoires en 1970.
En 1971, Reeves publie avec deux de ses étudiants, Jean Audouze et Maurice Meneguzzi, un article intitulé The production of the elements Li, Be, B by galactic cosmic rays in space and its relation with stellar observations, qui s'avère fondamental concernant la nucléosynthèse stellaire. Quatorze ans après le célèbre article B2FH, cet article permettait de combler le vide existant entre les éléments fabriqués lors du Big Bang (l'hydrogène, l'hélium et quelques traces de lithium) et ceux produits lors de la vie des étoiles, soit tous ceux situés après le carbone dans le tableau périodique des éléments de Dmitri Mendeleïev. Tout comme B2FH, cet article clef est plus connu sous les initiales de ses auteurs : MAR.

### Vulgarisation scientifique
Dans les années 1970, Reeves commence à s'exprimer publiquement sur divers sujets liés, entre autres, à la physique nucléaire. C'est lors de vacances à Carry-le-Rouet, où il partage, nuit après nuit, ses connaissances en astronomie avec d'autres vacanciers, qu'il commence réellement une carrière de vulgarisateur scientifique. À la suite de la suggestion d'une amie, il décide de mettre par écrit ses connaissances et commence la rédaction de Patience dans l'azur, dont le titre est inspiré d'un poème de Paul Valéry. Le manuscrit, refusé par une trentaine de maisons d'édition, est réécrit par Reeves avec l'aide de son ami physicien Jean-Marc Lévy-Leblond, pour être finalement publié en 1981. Le livre connaît un grand succès après sa présentation à l'émission Apostrophes de Bernard Pivot. Depuis, il s'est vendu à plus d'un million d'exemplaires.
Pendant cette période, au début des années 1980, Reeves est de plus en plus populaire et donne de nombreuses conférences publiques et participe à des émissions de télévision et à des films, parlant non seulement de l'astronomie, mais aussi de l'environnement.

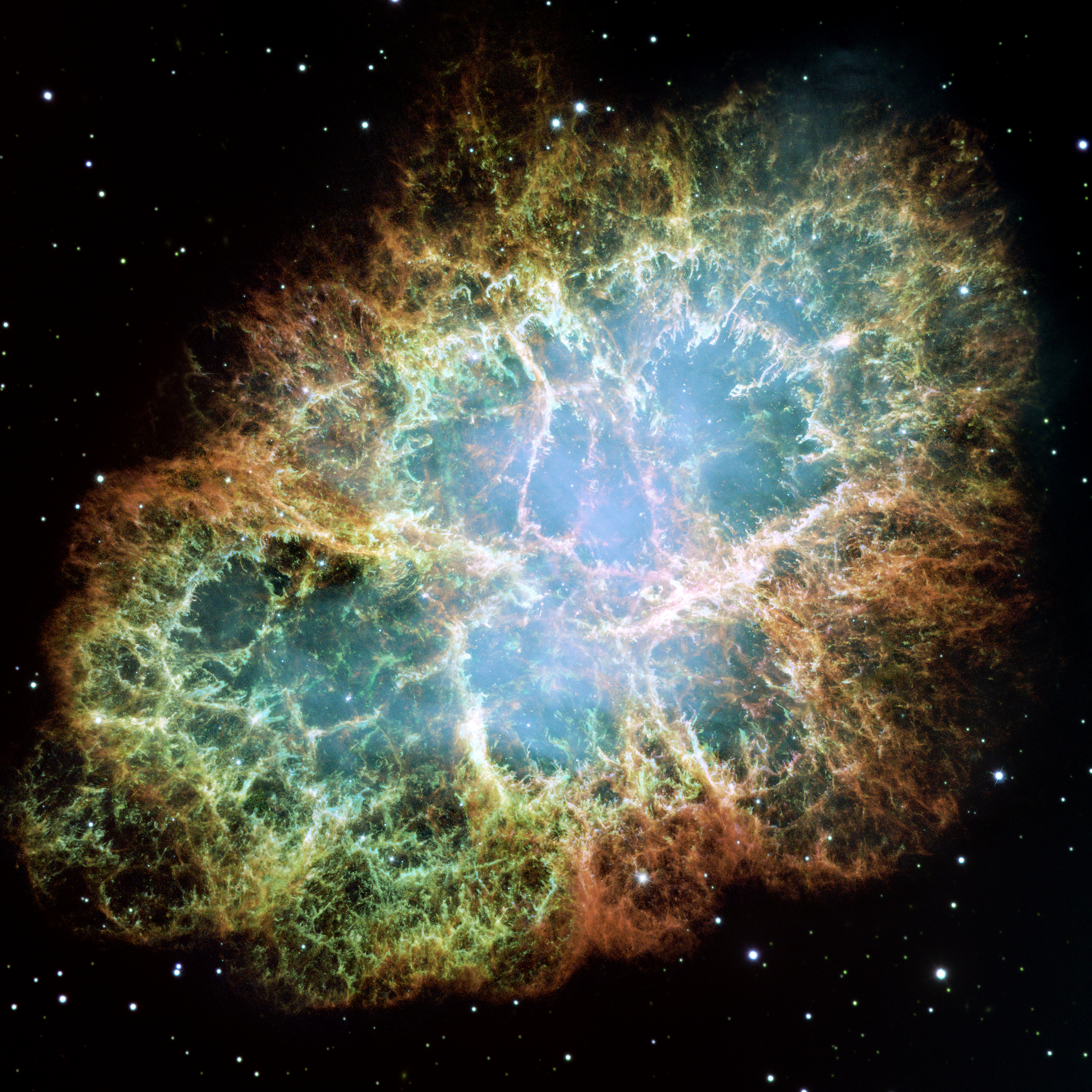
Les éléments lourds de l'Univers se forment à l'intérieur des étoiles massives et sont rejetés dans l'espace à la mort de ces dernières.

Plusieurs lecteurs d'Hubert Reeves lui écrivent des lettres qui influencent la pensée et les choix d'écriture du scientifique. Ainsi, une lectrice de Patience dans l'azur lui envoie une lettre qui l'inspire à écrire Poussières d'étoiles, sorti en 1984 et dans lequel il met en exergue un passage de la lettre qui l'a inspiré : « On m'a dit : Tu n'es que cendres et poussières. On a oublié de me dire qu'il s'agissait de poussières d'étoiles. » Dans ce livre, il rappelle, entre autres, que les atomes qui composent la Terre et ses habitants ont été constitués à l'intérieur des étoiles massives et ont été disséminés dans l'espace lors de la mort de ces dernières.
Certains lecteurs critiquant ce qu'ils considèrent comme un « optimisme excessif » chez Reeves, ce dernier décide, en 1984, d'écrire sur la plus grande menace planétaire perceptible à l'époque, celle engendrée par la guerre froide. Il publie ainsi L'Heure de s'enivrer en 1986, où il dresse, entre autres, un portrait inquiétant des arsenaux nucléaires des deux grandes puissances américaine et soviétique.

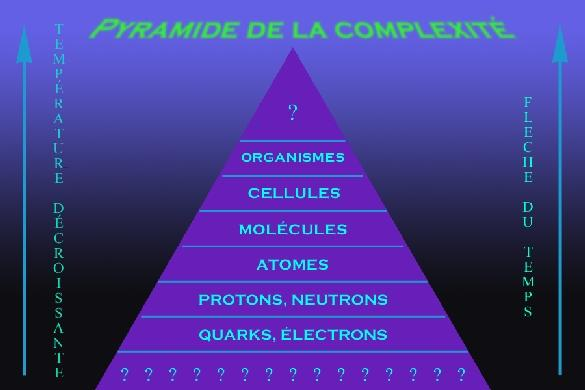
Pyramide de la complexité telle que développée par Reeves.

Il anime une série d'émissions-conférences télévisées intitulée Histoire de l'Univers, qui est diffusée à plusieurs reprises au cours des années 1990 et 2000 au Canal Savoir. Il y reprend, entre autres, l'idée de la pyramide de la complexité, un concept, développé dans L'Heure de s'enivrer, décrivant la complexification de l'Univers, du Big Bang jusqu'à aujourd'hui,.
En 2000, il fait don de 100 000 dollars canadiens à l'Université Laval pour créer le fonds Hubert-Reeves, qui permet d'offrir chaque année des bourses à des étudiants de deuxième cycle en astrophysique.
Ses principaux ouvrages, Patience dans l'azur, Poussières d'étoiles et L'Heure de s'enivrer, connaissent un énorme succès et sont traduits dans plusieurs langues.
Par ailleurs, Hubert Reeves participe à des émissions télévisées de vulgarisation scientifique, dont la plus emblématique est sans doute la Nuit des étoiles, diffusée sur la chaîne publique française France 2.
Pour les 70 ans du magazine Sciences et Avenir, Hubert Reeves participe à la rédaction du numéro de novembre 2017 (no 849) en tant que rédacteur en chef exceptionnel, avec quatre autres scientifiques. Il y écrit notamment sur l'Univers et les grandes découvertes qui s'y rapportent.
En 2020, il apporte son soutien à la vidéothèque Ideas in Science pour permettre l'ouverture du savoir scientifique au plus grand nombre.

### Militantisme
À l'aube des années 2000, sensibilisé à l'impact environnemental de l'activité humaine, Hubert Reeves devient un militant pour la défense de l'environnement. De 2001 à 2017, il préside Humanité et biodiversité (anciennement Ligue ROC pour la préservation de la faune sauvage et la défense des non-chasseurs), une association reconnue d'utilité publique. Il en est le président d'honneur à partir de mars 2017. En 2003, il publie le livre Mal de Terre qui fait un constat inquiétant de l'état de l'environnement terrestre,. Il participe également à une conférence avec le biologiste David Suzuki, Alerte climatique, donnée à Montréal le 26 octobre 2005, organisée par Équiterre en collaboration avec l'Université du Québec à Montréal et les Éditions du Boréal, devant 3 400 personnes au Palais des congrès de Montréal,.
En 2005 et en 2007, Hubert Reeves publie deux livres reprenant ses chroniques diffusées sur France Culture : Chroniques du ciel et de la vie et Chroniques des atomes et des galaxies. Un de ses derniers livres, Je n'aurai pas le temps, retrace le parcours scientifique de l'auteur depuis son enfance à Montréal jusqu'à aujourd'hui.
Dans plusieurs de ses publications, Hubert Reeves prône le végétarisme, à la fois pour des raisons environnementales et pour des raisons éthiques.[réf. nécessaire]

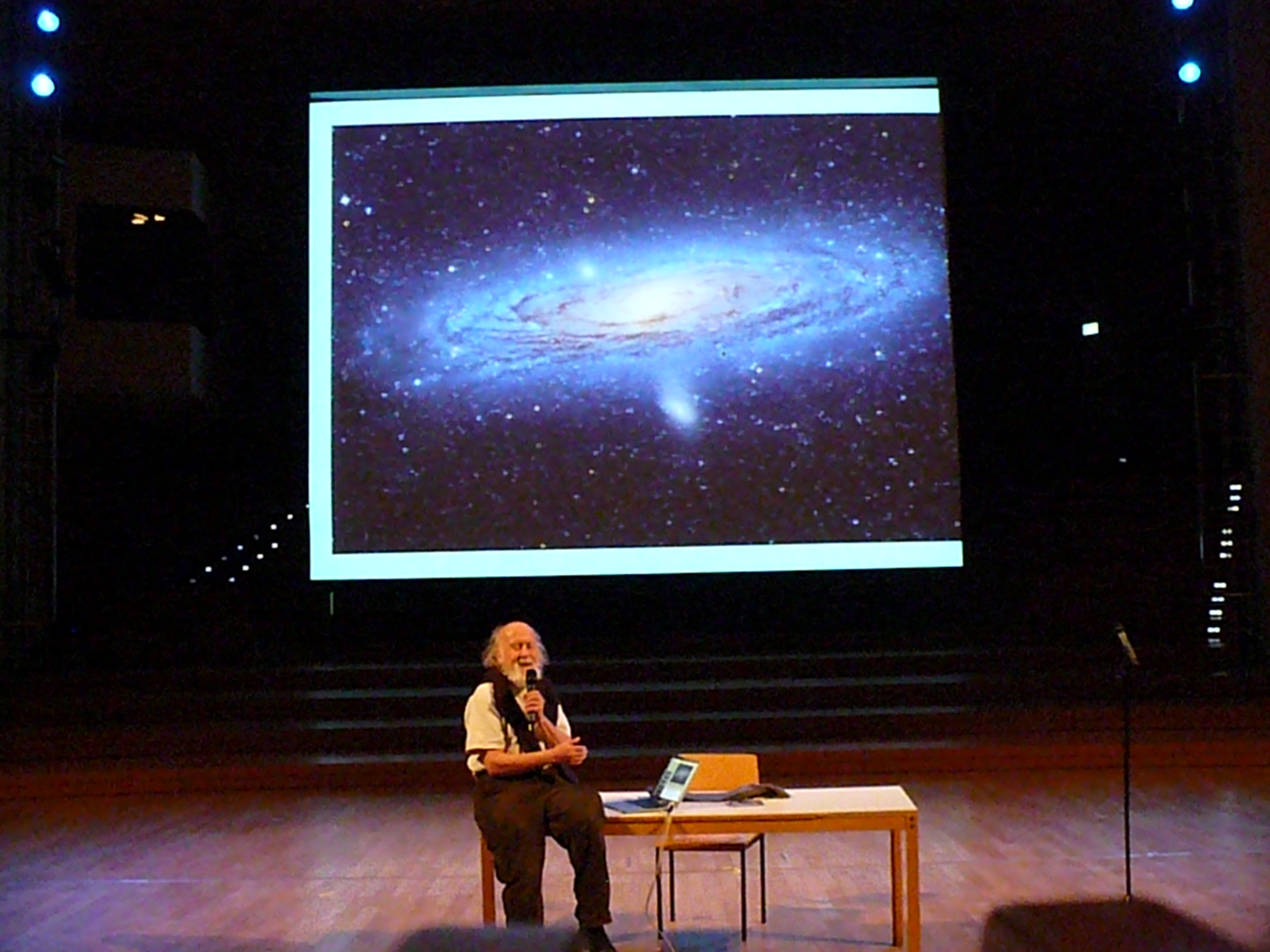
Hubert Reeves en conférence à Luxembourg le 22 décembre 2009.

En outre, Hubert Reeves participe à des conférences spectacles où il mêle les thèmes de l'astronomie et de l'écologie, parfois en compagnie d'autres interlocuteurs comme Jean-Marie Pelt.
Il est aussi membre du comité de parrainage de la Coordination française pour la Décennie de la culture de paix et de non-violence, et du comité d'honneur de l'Association pour le droit de mourir dans la dignité, et préface le livre « Exit final. Pour une mort dans la dignité ».
En 2007, certaines de ses pensées sont utilisées dans l'album Du simple au néant, des Ogres de Barback.
Il soutient le mouvement Les Débrouillards, vulgarisant la science aux enfants à travers notamment des magazines, lorsque le gouvernement du Québec sous Philippe Couillard coupe les subventions au mouvement ainsi que généralement aux sciences.

### Famille
Le 7 septembre 1955, Hubert Reeves épouse Francine Brunel, rencontrée deux ans plus tôt. Le couple a quatre enfants : Gilles (né à Montréal), Nicolas (né à Ithaca), Benoît (né à Montréal) et Evelyne (née à Yonkers). La vie du couple se passe entre les États-Unis et le Québec, en fonction des contrats obtenus par Hubert Reeves. Du propre aveu de Reeves, sa carrière qui a eu l'effet d'une drogue puissante, a mené à l'échec de son premier mariage et l'a laissé dans un profond déséquilibre émotionnel.
En 1990, il épouse en secondes noces la journaliste Camille Scoffier. Le couple est installé à Paris, 1 rue Jacob, et possède une résidence secondaire, une ancienne ferme située à Malicorne, petit village de Bourgogne.

### Mort
Hubert Reeves meurt le 13 octobre 2023 à l'hôpital Broca dans le 13e arrondissement de Paris, à l'âge de 91 ans. Sa mort est annoncée par son fils, Benoît Reeves, sur les réseaux sociaux,. Le premier ministre du Québec, François Legault, présente ses condoléances et répond à l'annonce de sa mort que le Québec perd « un vulgarisateur hors pair, un astrophysicien de renom » ayant su faire comprendre l'humanité et l'infini et repartant en ce jour « comme il est venu, en poussière d'étoiles ».
Ses obsèques ont lieu en la salle de la Coupole, au cimetière du Père-Lachaise, le 25 octobre en début d'après-midi, en présence de sa famille et de plusieurs centaines de personnes, selon les vœux d'Hubert Reeves qui « souhaitait une cérémonie publique ». Lors de l'entrée du cercueil, des choristes interprètent Fix You du groupe Coldplay, avant que sa petite-fille Emmanuelle ne déclare : « Nous ferons de notre mieux pour préserver ton œuvre en protégeant la nature et en cultivant notre curiosité. »

## Œuvres

### Publications professionnelles
De nombreux articles dans des revues spécialisées, sur ces sujets de travaux de recherche :
- réactions thermonucléaires dans les noyaux stellaires : fusion du carbone et de l'oxygène ;
- spectre de neutrinos solaires ;
- processus r et s dans les étoiles ;
- origine des éléments légers : lithium, béryllium et bore ;
- abondance du deutérium et de l'hélium dans le Système solaire et dans l'Univers ;
- densité de l'Univers ;
- étude de la transition quark-hadron en cosmologie ;
- origine et développement de l'énergie libre dans l'Univers en expansion.

Deux livres :
- (en) Stellar evolution and nucleosynthesis, Gordon & Breach, New York, 1968,
  - traduction : Évolution nucléaire et Nucléosynthèse, Dunod, Paris, 1968 ;
- (en) Nuclear Reactions in Stellar Surfaces, Gordon & Breach, New York, 1972.

### Travaux de vulgarisation
Le site officiel d'Hubert Reeves présente la plupart de ces ouvrages, avec la table des matières.
- Soleil (avec Jacques Véry, Nicole Delsarte, Éliane Dauphin-Lemierre, et les enfants d'un CES) (livre pour les enfants)
  - 1977, Éditions La Noria, Paris, 60 pages, format 1 × 27 × 28 cm (ISBN 2-85-721036-1) (épuisé)
  - 1990 (refonte), Éditions La Nacelle, Genève, 130 pages, format 1,5 × 26 × 18 cm (ISBN 2-88-393000-7) (épuisé)
  - Traduit en allemand : Sonne. “Um das Gestirn ein Licht…” (ISBN 3-7296-0435-X)
  - 2006, Éditions Seuil Jeunesse, Paris, 130 pages, format 1,5 × 26 × 18 cm (ISBN 2-02-090676-7)
- Patience dans l'azur, L'évolution cosmique (Prix de la Fondation de France, 1982)
  - 1981, Le Seuil, collection « Science ouverte », format 3 × 14 × 21 cm (ISBN 2-02-005924-X et 2-02-010170-X) (selon que broché ou relié)
  - Traduit en allemand, anglais, brésilien, catalan, égyptien, espagnol, grec, hollandais, italien, japonais, polonais, persan, portugais
  - 1982, France Loisirs, 304 pages, format 2,5 × 14 × 21 cm (ISBN 2-7242-1206-1)
  - 1988, Édition de poche, collection « Points Sciences », 324 pages, format 2 × 11 × 18 cm (ISBN 2-02-009917-9)
- Poussières d'étoiles (album illustré ; prix de la Société française de physique, 1985)
  - 1984, Le Seuil, Paris, collection « Science ouverte », 195 pages, format 3 × 28 × 31 cm (ISBN 2-02-006983-0) (relié)
  - 1994, Édition de poche, collection « Points Sciences », 255 pages, format 2 × 11 × 18 cm (ISBN 2-02-022407-0)
  - 2008 (édition revue et corrigée), 191 pages, format 3 × 28 × 31 cm (ISBN 2-02-097318-9) (relié)
  - Traduit en portugais
- L'Heure de s'enivrer, L'univers a-t-il un sens ? (prix Blaise Pascal de la ville de Clermont-Ferrand, 1988)
  - 1986, Le Seuil, collection « Science ouverte », Paris
  - 1992 (nouvelle édition), 290 pages, format 2 × 14 × 21 cm (ISBN 2-02-009345-6 et 2-02-019114-8) (selon que broché ou relié)
  - 1999, Édition de poche, collection « Points Sciences », 278 pages, format 1 × 11 × 18 cm (ISBN 2-02-014400-X)
  - Traduit en allemand, américain, espagnol, grec, hollandais, portugais
- Malicorne, Réflexions d'un observateur de la nature (Prix littéraire de la ville de Limoges, 1991)
  - 1990, Le Seuil, collection « Science ouverte », 216 pages, format 2 × 14 × 21 cm (ISBN 2-02-012416-5 et 2-02-012644-3) (selon que broché ou relié)
  - 1995 et 1998, Édition de poche, collection « Points Sciences », 224 pages, format 1 × 11 × 18 cm (ISBN 2-02-020625-0)
  - Traduit en allemand, anglais, espagnol, portugais
- Comme un cri du cœur, 1992 (avec Antonine Maillet, Guy Corneau, Agnès Grossmann, Pierre Dansereau et Albert Jacquard)  (ISBN 2-9801062-5-9)
- Compagnons de voyage, 1998 (avec photographies de Jelica Obrenovitch)  (ISBN 2-02-013513-2)
- Dernières Nouvelles du cosmos, 1994  (ISBN 2-02-022831-9)
- L’espace prend la forme de mon regard 1995  (ISBN 2-02-053052-X)
- La Première Seconde, 1995  (ISBN 2-02-026012-3 et 2-02-022588-3)
- Dernières nouvelles du cosmos (fusionné avec La Première Seconde) 2002  (ISBN 978-2-02-055230-1)
- La Plus Belle Histoire du monde, 1995 (avec Yves Coppens, Joël de Rosnay et Dominique Simonnet)  (ISBN 2-02-026440-4 et 2-02-050576-2)
- Intimes Convictions, 1996  (ISBN 2-8046-0641-4)
- Oiseaux, merveilleux oiseaux, 1998  (ISBN 2-02-061249-6)
- Sommes-nous seuls dans l'univers ?, 2000 (avec Nicolas Prantzos, Alfred Vidal-Madjar et Jean Heidmann)  (ISBN 2-213-60554-8 et 2-253-15351-6)
- Les Artisans du huitième jour, l'intégrale des entretiens Noms de Dieux d'Edmond Blattchen, 2000  (ISBN 2-9301-8220-2 et 2-7604-0717-9)
- Mal de Terre, 2003  (ISBN 2-02-079064-5)
- Chroniques du ciel et de la vie, 2005  (ISBN 2-02-080030-6)
- Chroniques des atomes et des galaxies, 2007  (ISBN 978-2-02-081299-3)
- Je n’aurai pas le temps, 2008  (ISBN 978-2-02-097494-3)
- Petite Histoire de la matière et de l'univers, 2008  (ISBN 978-2-7465-0391-5)
- Le Joli Petit Monde d’Hubert Reeves, 2009 (avec Christophe Aubel, illustrations de Cécile Léna)  (ISBN 978-2-35639-026-4 et 2-35-639026-X)
- L’Univers expliqué à mes petits-enfants, 2011  (ISBN 978-2-02-103830-9)
- La Petite Affaire jaune, Élytis, 2011
- L’Avenir de la vie sur Terre, Bayard, 2012
- L'Univers, ce qu'on ne sait pas encore, Le Pommier, 2013 (avec Anna Alter, illustrations Eglantine Ceulemans)
- Là où croît le péril… croît aussi ce qui sauve, 2013  (ISBN 978-2-02-103830-9)
- La Mer expliquée à nos petits-enfants, 2015 (avec Yves Lancelot), Le Seuil, collection « Expliqué à »   (ISBN 2-02-109820-6 et 978-2-02-109820-4)
- L'Univers : créativité cosmique et artistique, avec Daniel Casanave, éd. Lombard 2016 (coll. « Petite Bédéthèque des savoirs »)  (ISBN 978-2-8036-3639-6)
- J'ai vu une fleur sauvage, Seuil, 2017[48] (site officiel de l'Herbier)
- Le Banc du temps qui passe. Méditations cosmiques, Éditions du Seuil, 2017  (ISBN 978-2-02-137110-9).
- Je chemine avec Hubert Reeves [entretiens avec Sophie Lhuillier], Éditions du Seuil, 2019  (ISBN 978-2-02-143878-9).
- La Fureur de vivre, Éditions du Seuil, 2020  (ISBN 978-2-02-145211-2).
- Parmi des millions, L'Aube, 2020 (illustrations de Pascal Lemaître)  (ISBN 978-2-8159-4051-1)

### Livres audio
- L'Heure de s'enivrer, lu par l'auteur, 2 h 32 min (CD et numérique), « La Bibliothèque des voix », des femmes-Antoinette Fouque, Paris, 2005.
- Astronomie (vol. 1) : Réponse à des questions fréquemment posées, lu par l'auteur, 54 minutes (CD et numérique), Frémeaux & Associés, 2007.
- Astronomie (vol. 2) : De l'astronomie à la crise écologique actuelle, lu par l'auteur, 48 minutes, Frémeaux & Associés, 2009.

## Filmographie
- Les étoiles naissent aussi, 1979
- Le Soleil, notre étoile, 1980
- La Vie dans l'univers, série de 12 émissions de 15 minutes, 1982
- Un soir, une étoile, série de 66 émissions de 2 minutes, 1984
- Trois pommes à côté du sommeil, film de Jacques Leduc, 1989
- Grand beau, téléfilm de Bernard Choquet, 1990[49] : apparition[50] dans le rôle de l'astrophysicien Hubert.
- Hubert Reeves : Conteur d'étoile, ONF, 52 minutes version VHS, 89 minutes en version DVD, 2003[51]
- Hubert Reeves : La Terre vue du Cœur, 91 minutes, 2018[52]
- L'Océan vu du cœur, 2023

## Distinctions et récompenses
Cette liste a été établie à partir des informations du site officiel d'Hubert Reeves.

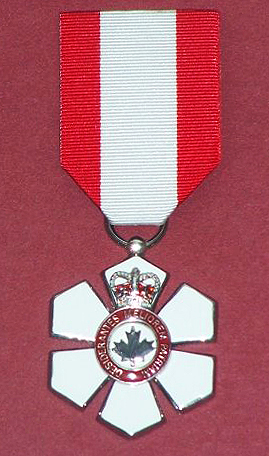
Hubert Reeves est compagnon de l'Ordre du Canada.

Hubert Reeves est grand officier de l'Ordre national du Québec.

### Distinctions
- Chevalier de l'ordre national du Mérite, France, 1976.
- Chevalier de la Légion d'honneur, France, 31 décembre 1985.
- Membre de l'Académie des lettres du Québec, 1988.
- Membre de la Société royale du Canada, avril 1991.
- Officier de l'Ordre du Canada, 19 avril 1991.
- Officier de l'Ordre national du Québec, janvier 1994.
- Officier de la Légion d'honneur, Paris, 13 juillet 1994.
- Commandeur de la Légion d'honneur, Paris, 11 juillet 2003.
- Compagnon de l'Ordre du Canada, 30 octobre 2003.
- Médaille d'honneur de l'Assemblée nationale, 8 mai 2012[53].
- Commandeur de l'Ordre de Montréal[54], 2016.
- Grand officier de l'Ordre national du Québec, 9 mars 2018.
- Grand officier de l’Ordre national du Mérite, France, 2019[55].
- Doctorats honoris causa :
  - Université de Montréal, Canada, juin 1983.
  - Université Laurentienne, Sudbury, Canada, 1985.
  - Université de Berne, Suisse, décembre 1989.
  - Université de Moncton, Canada, octobre 1991.
  - Université libre de Bruxelles, Belgique, 1992.
  - Université Laval, Québec, Canada, 1998-1999.
  - Université d'Ottawa, Canada, mars 2004.
  - Université du Québec à Montréal, Canada, octobre 2010.
  - Université de Sherbrooke, Canada, 19 octobre 2011.
  - Université du Havre, France, 23 septembre 2014.

### Prix
- Prix de la Fondation de France en 1982.
- Prix de la Société française de physique, 1985.
- Prix Blaise-Pascal de Clermont-Ferrand, 1988.
- Grand Prix de la Francophonie décerné par l'Académie française, 1989.
- Prix littéraire de  Limoges, avril 1991.
- Prix littéraire de Saint-Étienne, 1992.
- Prix de l'Académie Internationale de Lutèce, Paris, 1992.
- Prix Albert Einstein de la Société Albert Einstein, Berne, juin 2001.
- Prix Samuel-de-Champlain de l'Institut France-Canada (Section canadienne de France-Amériques), 9 décembre 2002.
- Prix Jules Janssen de la Société astronomique de France, Paris, 2019[56].

### Hommages

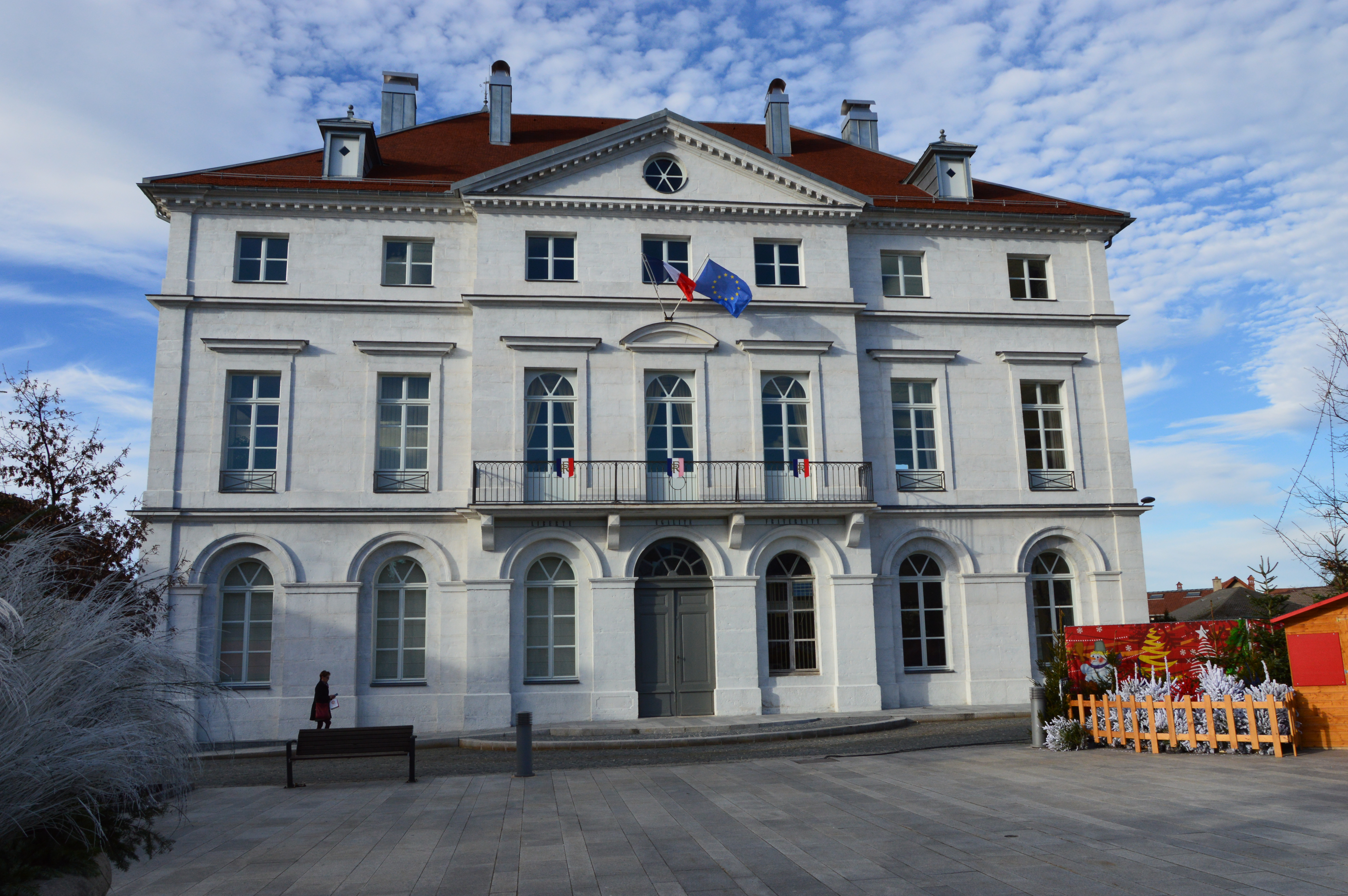
Une école de Champagnole en France porte son nom.

- Le 9 février 1996, Hubert Reeves parraine une école à Champagnole qui, depuis, porte son nom[57].
- L'astéroïde (9631) Hubertreeves a été nommé en son honneur, par décision de l'Union astronomique internationale, en 1999[58].
- Le 4 octobre 2006, il se rend à l'école Fernand-Seguin, à Montréal, pour assister à l'inauguration du pavillon Hubert-Reeves de l'école[59].
- En 2011, l'Association des communicateurs scientifiques du Québec crée le prix Hubert-Reeves, accordé à l'auteur d'un livre de vulgarisation scientifique[60]. Trois ans plus tard suit la création du prix Hubert-Reeves jeunesse[61].
- L'école primaire publique de Saint-Symphorien-sur-Coise, près de Lyon, se nomme Hubert Reeves[62].
- En 2016, il est nommé premier président d'honneur de la nouvelle Agence française pour la biodiversité[63].
- Le parc de l'Écocampus Hubert Reeves à Technoparc Montréal[64].
- Il existe un collège Hubert-Reeves à Fleurance, dans le Gers[65], qui accueille une partie du festival d’astronomie de Fleurance.
- L’observatoire astronomique de Mars en Ardèche porte son nom[66].
- La bibliothèque des sciences de l'Université de Montréal est renommée « bibliothèque Hubert-Reeves » le 9 octobre 2024[67].

#### Bases de données et dictionnaires
- Site officiel
- Ressources relatives à la recherche :   - Canal-U
  - Dimensions
  - INSPIRE-HEP
  - Mathematics Genealogy Project
  - Scopus
- Ressources relatives à la musique :   - Discogs
  - MusicBrainz
- Ressource relative à la littérature :   - Académie française (lauréats)
- Ressource relative au spectacle :   - Les Archives du spectacle
- Ressource relative à plusieurs domaines :   - Radio France
- Ressource relative à la bande dessinée :   - BD Gest'
- Ressource relative à l'audiovisuel :   - IMDb
- Notices dans des dictionnaires ou encyclopédies généralistes :   - Deutsche Biographie
  - L'Encyclopédie canadienne
- Notices d'autorité :   - VIAF
  - ISNI
  - BnF (données)
  - IdRef
  - LCCN
  - GND
  - Italie
  - Japon
  - CiNii
  - Espagne
  - Belgique
  - Pays-Bas
  - Pologne
  - Israël
  - NUKAT
  - Catalogne
  - Australie
  - Norvège